# Sonny Colbrelli
Sonny Colbrelli (Desenzano del Garda, Lombardia, 17 de maio de 1990) é um ciclista italiano, profissional desde 2012 e membro da equipa Bahrain Merida.

## Biografia

### Ciclismo amador
Conseguiu a sua primeiro vitória como júnior ganhando com a selecção italiana, a contrarrelógio por equipas do Tour du Pays de Vaud na Suíça. Em 2009 passou ao Zalf-Déssiré-Fior e em 2010 ganhou várias carreiras do calendário amador italiano como o Grande Prêmio San Luigi-Caselle, o Grande Prêmio Indústria do Cuoio e delle Pelli, o Grande Prêmio San Luigi-Sona e o Giro do Canavese. A mais destacada foi a vitória no Troféu Alcide Degasperi, carreira de categoria 1.2 UCI. Em outubro, participou do campeonato do mundo em Geelong (Austrália), finalizando 6º na carreira em estrada sub-23.

### 2012: estreia profissional
Depois de ter uma passagem como aprendiz no Colnago-CSF Inox, foi contratado por esta equipa para 2012. Correu o seu primeiro Giro d'Italia, onde o seu melhor resultado foi um 9º posto na 13ª etapa. Em agosto foi 2º na Coppa Bernocchi e ao mês seguinte o Colnago ganhou a contrarrelógio por equipas do Giro de Padania, do qual Colbrelli foi parte.
Em 2013 começou com uma boa actuação na Milão-Sanremo, onde foi 12º. Fez parte da equipa no Giro d'Italia, onde foi 9º na 14ª etapa formando a fuga do dia e sendo o último em ceder ante os favoritos na subida a Jafferau.

## Palmarés
| 2010 - Troféu Alcide Degasperi 2014 - 1 etapa do Volta à Eslovénia - Giro dos Apeninos - Memorial Marco Pantani - G. P. Indústria e Comércio de Prato - Coppa Ugo Sabatini 2015 - Tour de Limousin, mais 1 etapa - Grande Prêmio Bruno Beghelli 2016 - Grande Prêmio de Lugano - 2 etapas do Tour de Limousin - 1 etapa do Tour de Poitou-Charentes - Coppa Agostoni - Coppa Sabatini - Três Vales Varesinos | 2017 - 1 etapa da Paris-Nice - Flecha Brabanzona - Coppa Bernocchi 2018 - 1 etapa do Tour de Dubai - 1 etapa da Volta a Suíça - Coppa Bernocchi - Giro do Piemonte 2019 - 1 etapa do Tour de Omán |

## Resultados nas grandes voltas
| Carreira           | 2012 | 2013 | 2014 | 2015 | 2016 | 2017 | 2018 | 2019 |
| ------------------ | ---- | ---- | ---- | ---- | ---- | ---- | ---- | ---- |
| Giro d'Italia      | 100º | 86º  | 94º  | 100º | 95º  | -    | -    | -    |
| Tour de France     | -    | -    | -    | -    | -    | 122º | 109º | -    |
| Volta a Espanha    | -    | -    | -    | -    | -    | -    | -    | -    |
| Mundial em Estrada | -    | -    | 13º  | -    | Ab.  | 59º  | -    | -    |

-: não participa

Ab.: abandono

## Equipas
- Colnago/Bardiani Valvole-CSF Inox/Bardiani CSF (2012-2016)
  - Colnago-CSF Inox (2012)
  - Bardiani Valvole-CSF Inox (2013)
  - Bardiani CSF (2014-2016)
- Bahrain-Merida (2017-)